# YouTube Music
YouTube Music je služba pro streamování hudby vyvinutá společností YouTube, dceřinou společností Googlu. Poskytuje přizpůsobené rozhraní služby orientované na streamování hudby, které uživatelům umožňuje procházet skladby a hudební videa na YouTube na základě žánrů, playlistů a doporučení.
Služba nabízí také prémiovou úroveň, která umožňuje přehrávání pouze zvuku na pozadí bez reklam a stahování skladeb pro přehrávání offline. Tyto výhody předplatného jsou nabízeny také předplatitelům služeb Google Play Music a YouTube Premium. Služba nahradila službu Google Play Music jako hlavní značku společnosti Google pro streamování hudby 1. prosince 2020.

## Historie
Aplikace YouTube Music byla představena v říjnu 2015 a vydána následující měsíc. Její vydání proběhlo současně s představením služby YouTube Premium (původně nazvané YouTube Red), což je rozsáhlejší předplatitelská služba, která zahrnuje celou platformu YouTube včetně aplikace Music. Ačkoli je aplikace nadbytečná vůči stávající předplatitelské službě Google Play Music All Access, je určena pro uživatele, kteří hudbu poslouchají především prostřednictvím YouTube.
Dne 17. května 2018 společnost YouTube oznámila novou verzi služby YouTube Music, která zahrnuje webový přehrávač pro stolní počítače a přepracovanou mobilní aplikaci, dynamičtější doporučení na základě různých faktorů a využití technologie umělé inteligence společnosti Google k vyhledávání skladeb na základě textů a popisů. Kromě toho se služba YouTube Music stala samostatnou předplacenou službou (postavenou jako přímější konkurent služeb Apple Music a Spotify), která nabízí streamování hudebního obsahu na YouTube bez reklam a pouze na pozadí/audio a stahování pro přehrávání offline. Výhody této služby budou i nadále dostupné v rámci stávající služby YouTube Premium (dříve YouTube Red) a předplatitelům služby Google Play Music All Access. Cena předplatného služby YouTube Music je shodná s konkurencí a činí 9,99 USD měsíčně; cena služby YouTube Premium byla současně zvýšena na 11,99 USD pro nové předplatitele.
V roce 2018 uzavřela společnost YouTube Music několik sponzorských smluv se společností Dick Clark Productions jako partner jejích televizních speciálů Dick Clark's New Year's Rockin' Eve a American Music Awards.
Hudba YouTube Music byla 18. dubna 2019 zpřístupněna v chytrých reproduktorech Google Assistant (včetně chytrých reproduktorů Google Nest), přičemž přehrávání s podporou reklam bylo funkčně omezeno a pro nepředplatitele bylo k dispozici pouze v omezeném počtu zemí.

## Funkce
Dostupnost hudby zahrnuje mnoho nahrávek od streamových umělců a vztahuje se na všechna videa, která jsou ve službě YouTube zařazena do kategorie hudba.
Služba YouTube Music zpočátku fungovala souběžně se službou Google Play Music, ta však byla v prosinci 2020 zrušena. Produktový manažer Elias Roman v roce 2018 uvedl, že před migrací uživatelů na službu Google Play Music chtěli dosáhnout parity funkcí s touto službou, ale od roku 2021 se to nepodařilo.
V září 2019 služba YouTube Music nahradila službu Google Play Music v základním balíčku mobilních služeb Google distribuovaném na nových zařízeních se systémem Android. V květnu 2020 byla vydána aktualizace umožňující import z Google Play Music, včetně zakoupené hudby, seznamů skladeb, cloudových knihoven a doporučení. Služba stále obsahuje regrese oproti Google Play Music, včetně absence funkcí online obchodu s hudbou (nelze nakupovat skladby) a nutnosti předplatného YouTube Music Premium, aby bylo možné reproduktory s cloudovou knihovnou nahrát do chytrých reproduktorů Google Nest. Společnost Google uvedla, že plánuje vyřešit tyto a další „mezery“ ve funkcích mezi službami před vypnutím služby Music Play, nicméně v době vypnutí nebyla většina mezer ve funkcích vyřešena.
V květnu 2020 byla přidána funkce „předběžného uložení“ pro nadcházející vydání.

### Předplatné
Bezplatná úroveň přehrává skladby ve verzi hudebního videa, pokud je to možné. Prémiová úroveň přehrává oficiální skladby a alba, pokud uživatel nevyhledá jeho videoklipovou verzi. Předplatitelé služeb YouTube Music Premium a YouTube Premium mají možnost přepnout do režimu přehrávání pouze zvuku, který se může přehrávat na pozadí, když se aplikace nepoužívá. Bezplatná úroveň neumožňuje režim pouze zvuku s přehráváním na pozadí, protože zobrazuje videoreklamy.
Předplatné YouTube Music Premium a YouTube Premium jsou k dispozici v individuální a rodinné variantě. Rodinný plán umožňuje přístup k funkcím plánu až šesti členům rodiny z jedné domácnosti. Oprávnění studenti mohou získat slevu na individuální plán.

## Geografická dostupnost
Služba je dostupná ve 100 zemích: Americká Samoa, Argentina, Aruba, Austrálie, Bahrajn, Bělorusko, Belgie, Belize, Bermudy, Bolívie, Bosna a Hercegovina, Brazílie, Britské Panenské ostrovy, Bulharsko, Kajmanské ostrovy, Chile, Česká republika, Dánsko, Dominikánská republika, Chorvatsko, Kypr, Kolumbie, Kostarika, Rakousko, Ekvádor, Egypt, Estonsko, Finsko, Francie, Francouzská Guyana, Francouzská Polynésie, Guadeloupe, Guam, Guatemala, Honduras, Hongkong, Island, Indie, Indonésie, Irsko, Itálie, Izrael, Japonsko, Kuvajt, Libanon, Lichtenštejnsko, Litva, Lotyšsko, Maďarsko, Salvador, Řecko, Lucembursko, Malajsie, Malta, Mexiko, Nizozemsko, Nový Zéland, Nikaragua, Nigérie, Severní Makedonie, Severní Mariany, Norsko, Omán, Panama, Papua Nová Guinea, Paraguay, Peru, Filipíny, Polsko, Portugalsko, Portoriko, Katar, Rumunsko, Rusko, Rwanda, Samoa, Saúdská Arábie, Srbsko, Singapur, Slovensko, Slovinsko, Jihoafrická republika, Jižní Korea, Španělsko, Švédsko, Švýcarsko, Tchaj-wan, Thajsko, Trinidad a Tobago, Turecko, Turks a Caicos, Ukrajina, Spojené arabské emiráty, Spojené království, Spojené státy, Americké Panenské ostrovy, Uruguay a Venezuela.